# John Comyn, Lord of Badenoch (Adliger, † um 1277)
John Comyn, Lord of Badenoch (genannt Red Comyn) († um 1277) war ein schottischer Magnat.

## Herkunft
John Comyn entstammte der schottischen Familie Comyn. Er war der älteste Sohn von Richard Comyn. Er hatte zwei Brüder, William und Richard. Sein Vater starb zwischen 1244 und 1249, worauf er umfangreichen Landbesitz im südlichen Schottland, vor allem in Dumfriesshire, Roxburghshire und Peeblesshire sowie in Tynedale im nordenglischen Northumberland erbte.

## Rolle im Machtkampf in den 1250er Jahren in Schottland
In der politisch unruhigen Zeit ab 1242 unterstützte John Comyn seinen Onkel Walter Comyn, Earl of Menteith. Zunächst mussten sich die Comyns dabei in Nordschottland gegen die rivalisierenden Familien Bisset und Durward behaupten. 1242 gelang es den Comyns, die Stellung der Bissets zu brechen, als Walter Bisset beschuldigt wurde, für den Mord an Patrick, 5. Earl of Atholl verantwortlich zu sein. Der junge John Comyn soll nach dem Chronisten Walter Bower führend an Angriffen auf die Ländereien Bissets beteiligt gewesen sein. Die Stellung der Familie Comyn wurde aber weiter bedroht, als Alan Durward um 1244 von König Alexander II. zum Justiciar of Scotia ernannt wurde. Als nach dem Tod von Alexander II. 1249 der minderjährige Alexander III. den schottischen Thron bestieg, kam es um die Führung der Regierung zu erbitterten politischen Machtkämpfen zwischen den Comyns und den Unterstützern von Alan Durward. Mit Hilfe des englischen Königs Heinrich III. konnte Walter Comyn 1251 die Führung des Regentschaftsrats erlangen, dem in der Folge auch John Comyn angehörte. Nach einer weiteren englischen Intervention 1255 musste die Familie jedoch ihre Plätze im Kronrat wieder räumen. Daraufhin nahm John Comyn 1257 an dem Staatsstreich teil, bei dem die Familie den jungen König und seine Frau Margarete in ihre Gewalt brachte. Unter Führung der Comyns strebten mehrere schottische Adlige 1258 ein Bündnis mit den walisischen Fürsten an, die sich mit England im Krieg befanden. Dabei wurde John Comyn als Justiciar of Galloway bezeichnet. Der Tod von Walter Comyn, Earl of Menteith 1258 schwächte aber die Stellung der Familie. Der junge König übernahm nun selbst die Regierung und wollte sich nicht mehr an eine der rivalisierenden Adelsgruppen binden. Zwar erbte John Comyn von seinem kinderlosen Onkel Walter die nordschottischen Baronien Badenoch und Lochaber. Er beschuldigte aber Isabel, die Witwe seines Onkels und deren neuen Ehemann, Sir John Russell, dass sie seinen Onkel vergiftet hätten, und zwang sie, auf den Titel Earl of Menteith zu verzichten. Seine Behauptung konnte er nicht beweisen, und schließlich entschied König Alexander III. und selbst der von Anhängern der Comyns dominierte Kronrat 1260 oder 1261, die Macht des unbesonnenen und als streitsüchtig bekannten John Comyn zu begrenzen. Er musste auf den Titel Earl of Menteith verzichten, der an Walter Stewart vergeben wurde.

## Rolle als englischer Baron
Comyn war nach dem Tod seines Onkels zum Oberhaupt der älteren Linie der Familie aus Badenoch geworden. Zur Unterscheidung von der jüngeren Familienlinie, den Earls of Buchan wurde er als Red Comyn bezeichnet. Dieser Beiname bezog sich auf das rote Wappen der Familie. Nach dem Rückschlag im Streit um den Titel Earl of Menteith hielt er sich in den 1260er Jahren offenbar nur selten am schottischen Königshof auf. Da er aufgrund seiner englischen Besitzungen auch ein englischer Baron war, durfte er sich am englischen Königshof aufhalten, wo er nachweislich 1262, 1264 und 1265 war. Zu dieser Zeit befand sich Heinrich III. in einem schweren Konflikt mit einer Adelsopposition, die 1264 zum offenen Zweiten Krieg der Barone gegen den König führte. In diesem Bürgerkrieg kämpfte Comyn auf der Seite des englischen Königs und nahm 1264 an der Schlacht von Lewes teil, in der er gefangen genommen wurde. Bereits im nächsten Jahr konnte die königliche Partei aber durch den Sieg bei Evesham den Bürgerkrieg für sich entscheiden. Der englische König hatte bereits 1262 Comyn den Besitz seiner umfangreichen Ländereien in Northumberland bestätigt. 1267 erhielt er die königliche Erlaubnis, sein Gut Tarset in Northumberland zu befestigen. Heinrich III. belohnte ihn mit weiteren Gunstbeweisen und Privilegien sowie einem jährlichen Geschenk von £ 50. Dazu versprach er Comyn 1266 weiteren Landbesitz, doch dieses Versprechen wurde nie umgesetzt.

## Weitere Tätigkeit in Schottland
Möglicherweise war der Rückschlag um Menteith eine Ursache dafür, dass sich Comyn danach mehrfach in England aufgehalten hatte. Erst gegen Ende der 1260er Jahre war Comyn wieder verstärkt in Schottland tätig. Trotz seines Amtes als Justiciar of Galloway war er aber weiter nur gelegentlich am Königshof und bezeugte nur wenige Urkunden des Königs. 1269 brachte er den Earl of Atholl gegen sich auf, als er in Blair in Atholl eine Burg errichtete. Der Streit konnte schließlich durch Vermittlung des Königs und des Kronrats beigelegt werden. 1275 war Comyn als Justiciar of Galloway einer der vier Kommandanten der Expedition, die eine Revolte gegen die schottische Herrschaft auf der  Isle of Man niederschlug. Comyn baute nicht nur Blair Castle, sondern er war auch für den Ausbau von Lochindorb Castle in Badenoch und Inverlochy Castle in Lochaber verantwortlich. Vielleicht wurde auch Ruthven Castle unter ihm erweitert, so dass er vielleicht planmäßig seine Stellung in Nordschottland durch den Bau von Burgen ausbaute. Daneben förderte Comyn Melrose Abbey sowie Kirchen in Durham und Glasgow.

## Ehen und Nachkommen
Comyn war zweimal verheiratet. In erster Ehe hatte er Eva geheiratet, deren Herkunft ungeklärt ist. In zweiter Ehe heiratete er Alicia, die vermutlich aus der Familie de Lindsay aus Lamberton stammte. Aus seinen Ehen hatte er fünf Söhne:
- John Comyn († um 1302)
- William Comyn, Lord of Kirkintilloch
- Alexander Comyn
- John Comyn († um 1295)
- Robert Comyn († 1306)

Dazu hatte er mindestens vier Töchter, die Richard Siward, Geoffrey Mowbray, Alexander of Argyll und Andrew Murray heirateten. Comyns Todesjahr ist nicht bekannt. Sein Erbe wurde sein ältester Sohn John.